# Afrika Bibang
Afrika Bibang (Algorta, 1975) es una cantante española de ascendencia ecuatoguineana que se convirtió en la primera artista negra en cantar en euskera.

## Biografía
Criada en Guecho, Bibang es afroespañola (afrovasca) ya que sus padres son de Guinea Ecuatorial. Desde niña, tuvo influencia por su familia de música negra: música africana, soul, reggae y jazz entre otras. Es hermana del también músico Gutxi Bibang. Estudió en el modelo A, pero a los 16 años empezó a aprender euskera en la Alfabetatze Euskalduntze Koordinakundea. Empezó a estudiar la carrera de derecho, pero la abandonó para dedicarse a la música.
Inició su carrera musical en 1993. Se inició en el grupo de reggae Ke No Falte, y luego pasó varios años con la banda Etsaiak de Lequeitio. Colaboró con los Brigadiers, siendo su primer trabajo juntos el Sound System. En 2004 publicó su disco Afrika en solitario, impulsada por Fermin Muguruza. En 2008 comenzó a cantar con la banda Calima, en un combo de fusión flamenca.
Vivió y actuó durante varios años en lugares como Líbano, París, Londres, Varsovia, Japón o China. En 2019, tras regresar al País Vasco, editó su disco Nomada, con ritmos de soul, R&B y hip hop. En sus composiciones, que canta tanto en euskera como en castellano e inglés, incluye contenido social y cultural.

## Discografía
- Entzun (2004, Metak)[11]
- Nomada (2019, Airaka)[12]
- Ispiluaren aurrean (2021) (EP)